# Бадалов, Ниязи
Ниязи Мустафа оглы Бадалов (азерб. Niyazi Bədəlov; 10 июля 1909, Шеки, Елизаветпольская губерния, Российская империя — 2 ноября 1997) — азербайджанский и советский кинорежиссёр

, сценарист. Один из основателей азербайджанского документального кино.

## Биография
Трудовую деятельность начал в 1927 году помощником киномеханика. Образование получил во Всесоюзном государственном институте кинематографии в Москве в 1931—1936 годах и был одним из первых азербайджанских выпускников. Ученик режиссера Сергея Эйзенштейна.
Вернувшись в Баку, устроился на киностудию «Азербайджанфильм» и снял свои первые работы — документальные фильмы «Поколение комсомола» и «Азербайджанские любовники» (1938). Затем вместе с режиссером Х.Сеидзаде приступил к съёмкам  художественного фильма под названием «Зеркало», но работа была остановлена на середине. Однако в 1942 году на основе отснятого материала он снял короткометражный художественный фильм «Сувенир». Фильм был показан во время Великой Отечественной войны в тылу и на передовой и способствовал подъёму высокого морального духа среди советских солдат.
В конце 1930-х годов Н. Бадалов также преподавал в Бакинском театральном техникуме. В начале 1941 года озвучил на азербайджанский язык «Большую жизнь», «Человек с ружьём», «Пробужденную землю» и другие художественные фильмы.

## Короткометражные документальные фильмы
- Azərbaycan aşıqları (1938)
- Komsomol nəsli ( 1938)
- Sovet gimnastları (1938) (
- Biz Bakını müdafiə edirik (1942)
- Сувенир (1942)
- General Həzi Aslanov (1945)
- Bakıda tikinti (1946)
- Dağlıq Qarabağ (1948)
- Yeni kənd (1948)
- Məhəmməd Füzuli (1958)
- İlk müjdələr (1960)
- Yeddiilliyin adamları və işləri ( 1960)
- Bizim mayaklar (1961)
- 150 il. Mirzə Fətəli Axundov (1962)
- Sənin tərcümeyi-halın (1963)
- Dostluq yolu ilə ( 1964)
- Dostluq məşəli ( 1965)
- Kirov Azərbaycanda (1966)
- Hanı mənim övladlarım? (1967)
- Azadlıq adasının elçiləri Azərbaycanda (1968)
- Xalq şairi Səməd Vurğun (1969)
- Lenin bizimlədir ( 1970)
- Dağlarda ada ( 1971)
- Dostluq telləri (1971)
- Əli Bayramlı (1971)
- Bizim katib ( 1972)
- Azərbaycan Pedaqoji İnstitutu-50 ( 1973)
- Onun adı Serafino idi ( 1974)
- Şərəfli yol (1974)
- Şəki heyvandarlıq kompleksi ( 1975)
- Üzüm tənəyinin xəstəlikləri ( 1975)
- Üç qardaş ( 1976)
- Estafet (1982)
- Əbədi iz ( 1985)
- Xəzər üzərində körpü ( 1988)